# James Amschel Victor Rothschild
James Amschel Victor Rothschild (*London, Ujedinjeno Kraljevstvo, 19. kolovoza 1985.), britanski i američki poduzetnik iz engleske loze bogate židovske obitelji Rothschild. Nasljednik je barunskog naslova, budući da njegov rođak i trenutni nositelj plemićke titule, Nathaniel Philip Victor James Rothschild (r. 1971.) nema potomaka.
Medijsku prepoznatljivost stekao je i kroz brak s Nicky Hilton, nasljednicom iz loze vlasnika hotelskog lanca Hilton, koja je poznata i kao mlađa sestra poznate influencerice, manekenke i glumice Paris Hilton.

## Životopis
Rodio se u obitelji britanskog bankara i poduzetnika Amschela Mayora Jamesa Rothschilda (1955. - 1996.), najmlađeg djeteta u obitelji baruna Nathaniela Mayera Victora i Terese Georgine Mayor te Anite Patience Guinness, kćerke bankara Jamesa Edwarda Alexandera Rundella Guinnessa. Odrastao je u rodnom Londonu gdje je isprva radio za očevu firmu Rothschild & Co, da bi se kasnije počeo baviti poslom s nekretninama.
Osnivač je i partner u kompaniji Tru Arrow Partners. Godine 2011. upoznao je Nicky Hilton s kojom se oženio 2015. godine. Par ima troje djece, dvije kćeri i sina.